# C. W. Fernbach
Pour les articles homonymes, voir Fernbach.
C. W. Fernbach (1915–1967) est un acteur autrichien.

## Biographie
C. W. Fernbach étudie à l'académie de musique et des arts du spectacle de Vienne et au Mozarteum. En 1935, il a un engagement au Scala et joue également au Bürgertheater. Pendant la Seconde Guerre mondiale, il fait son service militaire. Après 1945, Fernbach joue dans divers théâtres viennois et apparaît dans de nombreux films. Au cours de la décennie qui précède sa mort, il est membre permanent de l'ensemble du Theater in der Josefstadt, où il a particulièrement du succès dans le rôle du bon vivant. Il s'est effondré lors d'une représentation de Nie wieder Mary au Theater in der Josefstadt et meurt peu de temps après.
C. W. Fernbach est le frère du musicien Johannes Fehring. En 1963, il épouse l'actrice Dany Sigel.

## Filmographie
- 1936 : Manja Valewska
- 1947 : Visage immortel
- 1948 : Hin und Her
- 1949 : Märchen vom Glück
- 1951 : Le Paysan allègre
- 1955 : Heimatland
- 1955 : Le Congrès s'amuse
- 1955 : Spionage
- 1956 : Kaiserball
- 1956 : Kaiserjäger
- 1956 : Mayerling - le dernier amour du fils de Sissi
- 1956 : Mariés pour rire
- 1957 : Le Chant du bonheur
- 1957 : Vier Mädels aus der Wachau
- 1958 : Liebe, Mädchen und Soldaten (de)
- 1958 : Solang' die Sterne glüh'n
- 1959 : Ooh … diese Ferien (de)
- 1959 : Je ne suis pas Casanova (de)
- 1959 : Der Verräter
- 1960 : Die Glocke ruft
- 1960 : Ich heirate Herrn Direktor
- 1960 : Rêve de jeune fille
- 1960 : Kriminaltango
- 1960 : Meine Nichte tut das nicht
- 1961 : Les Aventures du Comte Bobby
- 1961 : Une étoile descend du ciel (de)
- 1962 : La Chauve-Souris
- 1962 : La Douceur de vivre du comte Bobby
- 1963 : Die ganze Welt ist himmelblau
- 1963 : Interpol contre stupéfiants
- 1965 : Der Tag danach
- 1966 : Destry reitet wieder
- 1967 : Astoria
- 1967 : Das Attentat – Der Tod des Engelbert Dollfuß
- 1967 : Le Grand Bonheur
- 1968 : Johanna geht...